# Crkva sv. Jurja u Visu
Crkva sv. Jurja nalazi se u gradu Visu.

## Opis
Jednobrodna kamena crkvica presvedena bačvastim svodom izgrađena je u 14. stoljeća na poluotočiću Sv. Jurja na samom ulazu u višku luku.

## Zaštita
Pod oznakom RST-0316-1966. zavedena je kao nepokretno kulturno dobro - pojedinačno, pravna statusa zaštićena kulturnog dobra, klasificirano kao "sakralna graditeljska baština".

## Vanjske poveznice
|  | Zajednički poslužitelj ima još gradiva o temi Crkva sv. Jurja u Visu |